# Wiel Smeets
Jan Willem (Wiel) Smeets (Kerkrade, 17 januari 1930 – Heerlen, 14 maart 1999) was een Nederlands voetballer die speelde voor Juliana, Rapid JC en Fortuna '54. 

## Loopbaan

### Beginjaren
Hij begon als jeugdspeler bij Juliana uit Spekholzerheide. In de loop van het seizoen 1948/49 kreeg hij een vaste plaats in eerste elftal. Hij werd in het voorjaar van 1949 geselecteerd voor het Nederlands jeugdelftal. Hij speelde als voorstopper in de drie duels mee in het Europees kampioenschap voetbal onder 18 dat in Nederland werd gehouden. Zijn internationale debuut was op 18 april 1949 tegen Oostenrijk.
Hij speelde twee jaar later zijn zevende en laatste jeugdinterland, op 14 april 1951 thuis tegen België (3-1).

### Op en neer
In zijn tweede seizoen degradeerde Juliana na een moeizaam jaar in 1950 uit de Eerste klasse. De drie routiniers Joep Fohler, Math van Kan en Pierre Somers haakten allen tijdens de competitie af. Dit trio maakte nog de glorietijd mee met het kampioenschap van 1940 in de Eerste klasse. Smeets kreeg als jeugdinternational en voorstopper een belangrijke rol in het elftal. Juliana herstelde zich snel en keerde na een jaar weer terug op het hoogste niveau. Daarop bleef de club tot de komst van het profvoetbal in 1954 uitkomen.

### Profvoetballer
In de zomer van 1954 werd Rapid '54 opgericht. De nieuwe profclub, die uitkwam in de ‘wilde’ competitie van de NBVB, ging spelen in stadion Kaalheide. Juliana raakte daardoor haar thuisbasis kwijt en moest terugkeren naar het oude terrein. Smeets ging niet naar Rapid '54 en bleef uit clubtrouw bij Juliana. Hij was voorheen mijnwerker en Juliana-secretaris Casper Somers had hem een baan bezorgd bij DSM.
Na de fusie tussen de voetbalbonden KNVB en NBVB in november 1954 ging Rapid '54 samen verder met Juliana onder de naam Rapid JC. Vijf spelers van Juliana vonden onderdak bij Rapid JC: Johan Adang, Hub Lenz, Mathieu Loo, Sjef Mommertz en Wiel Smeets.

### Landskampioen
Met Rapid JC won hij in 1956 de landstitel. In de kampioenscompetitie waren Elinkwijk, NAC en Sparta de tegenstanders. Rapid JC eindigde gelijk bovenaan met NAC waardoor een beslissingswedstrijd noodzakelijk was. Die werd gespeeld op 14 juli 1956 in Stadion De Vliert in 's-Hertogenbosch. Rapid JC won met 3-0. 
Rapid JC nam deel aan de Europacup I voor landskampioenen. Smeets speelde beide duels mee tegen Rode Ster Belgrado in de eerste ronde. De thuiswedstrijd op 3 november 1956 ging met 3-4 verloren. De uitwedstrijd in Belgrado eindigde op 8 november in een 2-0 nederlaag waardoor de Limburgse club was uitgeschakeld. 

### Rapid in verval
De landstitel bleek eenmalig. De prestaties liepen daarna terug maar in het seizoen 1958/59 kende Rapid JC een opleving met de tweede plaats. Wiel Coerver was in 1957 de eerste speler van het kampioensteam die stopte. Johan Adang ging toen naar Sittardia en een jaar later keerde topschutter Noud van Melis terug naar EVV Eindhoven.  
Het seizoen 1961/62 was het laatste in het achtjarig bestaan van Rapid JC. De club eindigde op de achttiende plaats en degradeerde. Smeets maakte samen met Hubert Hanneman, Huub Janssen, Sjef Mommertz en Hein Schaffrath de volledige periode tussen opkomst (1954) en ondergang (1962) mee. 

### Fortuna '54
Na de degradatie fuseerde Rapid JC met Roda Sport en ontstond de nieuwe club Roda JC die begon in de Eerste divisie. Smeets ging niet mee over naar de fusieclub en vertrok samen met Sjef Mommertz en Frans Rutten naar Fortuna '54.
In zijn tweede seizoen kwam hij door allerlei blessures weinig aan spelen toe. Zijn laatste duel als profvoetballer was op 8 december 1963. In de uitwedstrijd tegen DWS (6-0 verlies) moest hij al na een kwartier met een liesblessure naar de kant.
Na drie maanden maakte hij zijn rentree in het tweede elftal. Hij liep een hersenschudding op en was opnieuw uitgeschakeld.

### Einde profbestaan
Op 34-jarige leeftijd kwam in 1964 een einde aan zijn profloopbaan. Hij was al in bezit van een trainersdiploma, maar besloot nog even te blijven voetballen. Hij ging als amateur naar de Heerlense tweedeklasser VVH '16 waar hij nog twee jaar zou spelen.
Hij stopte in 1966 definitief en ging als trainer aan de slag bij Kolonia. In 1977 was Kolonia ook zijn laatste club als trainer. Hij was daarna nog betrokken bij de jeugdopleiding van Roda JC.

## Clubstatistieken
| Seizoen | Club        | Land      | Competitie                   | Competitie | Competitie | Beker | Beker | Internationaal | Internationaal | Overig | Overig | Totaal | Totaal |
| Seizoen | Club        | Land      | Competitie                   | Wed.       | Dlp.       | Wed.  | Dlp.  | Wed.           | Dlp.           | Wed.   | Dlp.   | Wed.   | Dlp.   |
| ------- | ----------- | --------- | ---------------------------- | ---------- | ---------- | ----- | ----- | -------------- | -------------- | ------ | ------ | ------ | ------ |
| 1948/49 | Juliana     | Nederland | Eerste klasse Zuid I         | 11         | 0          | –     | 0     | 0              | 0              | 0      | 0      | 11     | 0      |
| 1949/50 | Juliana     | Nederland | Eerste klasse Zuid II        | 17         | 1          | –     | 0     | 0              | 0              | 4      | 0      | 21     | 1      |
| 1950/51 | Juliana     | Nederland | Tweede klasse A Zuid II      | 18         | 1          | –     | 0     | 0              | 0              | 2      | 0      | 20     | 1      |
| 1951/52 | Juliana     | Nederland | Eerste klasse C              | 24         | 0          | –     | 0     | 0              | 0              | 0      | 0      | 24     | 0      |
| 1952/53 | Juliana     | Nederland | Eerste klasse C              | 26         | 0          | –     | 0     | 0              | 0              | 0      | 0      | 26     | 0      |
| 1953/54 | Juliana     | Nederland | Eerste klasse D              | 26         | 0          | –     | 0     | 0              | 0              | 0      | 0      | 26     | 0      |
| 1954/55 | Juliana     | Nederland | Eerste klasse D (afgebroken) | 9          | 0          | –     | –     | 0              | 0              | 0      | 0      | 9      | 0      |
| 1954/55 | Rapid JC    | Nederland | Eerste klasse C              | 20         | 1          | –     | –     | 0              | 0              | 0      | 0      | 20     | 1      |
| 1955/56 | Rapid JC    | Nederland | Hoofdklasse B                | 30         | 0          | –     | –     | 0              | 0              | 8      | 0      | 38     | 0      |
| 1956/57 | Rapid JC    | Nederland | Eredivisie                   | 32         | 1          | 2     | 0     | 2              | 0              | 0      | 0      | 36     | 1      |
| 1957/58 | Rapid JC    | Nederland | Eredivisie                   | 25         | 1          | 2     | 0     | 0              | 0              | 0      | 0      | 27     | 1      |
| 1958/59 | Rapid JC    | Nederland | Eredivisie                   | 32         | 2          | 6     | 1     | 0              | 0              | 0      | 0      | 38     | 3      |
| 1959/60 | Rapid JC    | Nederland | Eredivisie                   | 30         | 2          | –     | –     | 0              | 0              | 0      | 0      | 30     | 2      |
| 1960/61 | Rapid JC    | Nederland | Eredivisie                   | 25         | 3          | 3     | 0     | 0              | 0              | 0      | 0      | 28     | 3      |
| 1961/62 | Rapid JC    | Nederland | Eredivisie                   | 29         | 0          | 1     | 0     | 0              | 0              | 0      | 0      | 30     | 0      |
| 1962/63 | Fortuna '54 | Nederland | Eredivisie                   | 15         | 0          | 2     | 0     | 0              | 0              | 0      | 0      | 17     | 0      |
| 1963/64 | Fortuna '54 | Nederland | Eredivisie                   | 2          | 0          | –     | 0     | 0              | 0              | 0      | 0      | 2      | 0      |
| Totaal  | Totaal      | Totaal    | Totaal                       | 371        | 12         | 16    | 1     | 2              | 0              | 14     | 0      | 403    | 13     |